# DotGNU
DotGNU fue una parte del proyecto GNU con el fin de proporcionar una alternativa libre para la plataforma de desarrollo Microsoft.NET. Otras metas del proyecto es mejorar la compatibilidad con las plataformas diferentes a Windows y a otros procesadores.
Su ideal son los servicios web, compenetración con los software, es compatible con la tecnología de Microsoft.NET y su similar es el Proyecto Mono de Novell.
Desde diciembre de 2012 el proyecto ha sido dado de baja hasta que aparezca una cantidad suficiente de voluntarios para continuar con él.